# Mentoria
Mentoria é o patrocínio, a influência, a orientação ou a direção dada por um mentor (orientador). Um mentor é alguém que ensina ou dá ajuda e conselhos a uma pessoa menos experiente e muitas vezes mais jovem. Num contexto organizacional, um mentor influencia o crescimento pessoal e profissional de um mentorado. Na maioria dos casos, os mentores são funcionários seniores que orientam funcionários mais jovens, mas os mentores não têm necessariamente de ser mais seniores do que as pessoas que orientam. O que importa é que os mentores tenham experiência com a qual os outros possam aprender.
De acordo com o Dicionário de Negócios, um mentor é uma pessoa mais velha e mais experiente designada para atuar como conselheiro, conselheiro ou guia de um júnior ou estagiário. O mentor é responsável por oferecer ajuda e resposta à pessoa sob sua supervisão. O papel de um mentor, de acordo com esta definição, é usar a sua experiência para ajudar um funcionário júnior, apoiando-o no seu trabalho e carreira, fornecendo comentários sobre o seu trabalho e, o mais importante, oferecendo orientação aos pupilos à medida que trabalham através de problemas e circunstâncias. No trabalho.
A interação com um perito pode também ser necessária para adquirir proficiência com ferramentas culturais. A experiência de tutoria e a estrutura da relação afectam a "quantidade de apoio psicossocial, orientação profissional, modelação de papéis e comunicação que ocorre nas relações de tutoria em que os protegidos e os tutores participam".
A pessoa que recebe a orientação pode ser referida como protegido, aprendiz, aluno ou pupilo. Mentoria é um processo que sempre envolve comunicação e é baseado em relacionamento, mas sua definição precisa é indescritível, com mais de 50 definições atualmente em uso, como:
A mentoria é um processo de transmissão informal de conhecimento, capital social, e do apoio psicossocial percebido pelo destinatário como relevante para o trabalho, a carreira ou o desenvolvimento profissional; A mentoria envolve comunicação informal, geralmente cara a cara e durante um período prolongado de tempo, entre uma pessoa que é percebida como tendo maior conhecimento, sabedoria ou experiência relevante (o mentor) e uma pessoa que é percebida como tendo menos (o mentor). protegido
A mentoria na Europa já existia na Grécia Antiga. A origem da palavra vem de Mentor, filho de Alcimus na Odisséia de Homero. Desde a década de 1970, espalhou-se nos Estados Unidos principalmente em contextos de formação, associado a importantes ligações históricas com o movimento que promove a igualdade no local de trabalho para mulheres e minorias e tem sido descrito como "uma inovação na gestão americana".

## Leitura complementar
- Alliance for Excellent Education. (2005) Tapping the potential: Retaining and developing high-quality new teachers. Washington, DC: Alliance for Excellent Education.
- Boreen, J., Johnson, M. K., Niday, D., & Potts, J. (2000). Mentoring beginning teachers: guiding, reflecting, coaching. York, Maine: Stenhouse Publishers.
- Carger, C.L. (1996). «The two Bills: Reflecting on the gift of mentorship». Peabody Journal of Education. 71 (1): 22–29. doi:10.1207/s15327930pje7101_4
- Cheng, M. & Brown, R. (1992). A two-year evaluation of the peer support pilot project. Evaluation/Feasibility Report, Toronto Board of Education. ED 356 204.
- Clinard, L. M.; Ariav, T. (1998). «What mentoring does for mentors: A cross-cultural perspective». European Journal of Teacher Education. 21 (1): 91–108. doi:10.1080/0261976980210109
- Cox, M.D. (1997). Walking the tightrope: The role of mentoring in developing educators as professionals, in Mullen, C.A.. In M.D. Cox, C.K. Boettcher, & D.S. Adoue (Eds.), Breaking the circle of one: Redefining mentorship in the lives and writings of educators. New York: Peter Lang.
- Daloz, L. A. (1999). Mentor: Guiding the journey of adult learners. San Francisco: Jossey-Bass.
- Head, F. A., Reiman, A. J., & Thies-Sprinthall, L. (1992). The reality of mentoring; Complexity in its process and function. In T.M. Bey & C. T. Holmes (Eds), Mentoring: Contemporary principles and issues. Reston, VA: Association of Teacher Educators, 5-24.
- Huang, Chungliang and Jerry Lynch (1995), Mentoring - The TAO of Giving and Receiving Wisdom, Harper, San Francisco.
- Kram, K. E. (1985). Mentoring at work: Developmental relationships in organizational life. Glenview, IL: Scott, Foresman.
- Murray, M. (1991). Beyond the myths and the magic of mentoring: How to facilitate an effective mentoring program. San Francisco: Jossey-Bass.
- Schlee, R. (2000). «Mentoring and the professional development of business students». Journal of Management Education. 24 (3): 322–337. doi:10.1177/105256290002400304
- Scherer, Marge (ed.). (1999) A better beginning: Supporting and mentoring new teachers. Alexandria, Virginia: Association for Supervision and Curriculum Development.
- Project Blue Lynx, by Dan Ward. A journal article published by Defense Acquisition University, exploring an innovative approach to mentoring.